# Ferrovia Bengasi-Soluch
La ferrovia Bengasi-Soluch era una delle linee ferroviarie costruite in Libia nel periodo del colonialismo italiano.
Congiungeva la città di Bengasi, capoluogo della Cirenaica, con la cittadina di Soluch, attraversando un territorio ricco di concessioni agricole.

## Caratteristiche
La linea utilizzava lo scartamento ridotto italiano di 950 mm.

### Percorso
| Unknown route-map component "exKBHFa" |

| Unknown route-map component "exABZgl" |

| Unknown route-map component "exBHF" |

| Unknown route-map component "exBHF" |

| Unknown route-map component "exBHF" |

| Unknown route-map component "exBHF" |

| Unknown route-map component "exKBHFe" |

## Traffico
La linea veniva percorsa da due coppie di misti con tutte le fermate intermedie; una coppia di treni si effettuava solo nei giorni di mercoledì e venerdì, l'altra solo il lunedì .